# Nikdo (Hra o trůny)
Nikdo (v anglickém originále No One) je osmý díl šesté řady seriálu Hra o trůny stanice HBO. Celkově se jedná o 58 epizodu. Epizodu režíroval Mark Mylod. Mezi hlavní vystupující postavy patří Arya Stark (v podání Maisie Williamsové), Dívka bez tváře (Faye Marsay), Jaqen H'ghar (Tom Wlaschih), Brienne z Tartu (Gwendoline Christie), Brynden Tully Černá ryba (Clive Russell), Jaime Lannister (Nikolaj Coster-Waldau), Edmure Tully (Tobias Menzies), Cersei Lannister (Lena Headeyová), Tommen Baratheon (Dean-Charles Chapman), Daenerys Targaryen (Emilia Clarkeová) a Sandor Clegane Ohař či Pes (Rory McCann). V USA měl díl premiéru 12. června 2016, v České republice o den později.

## Děj

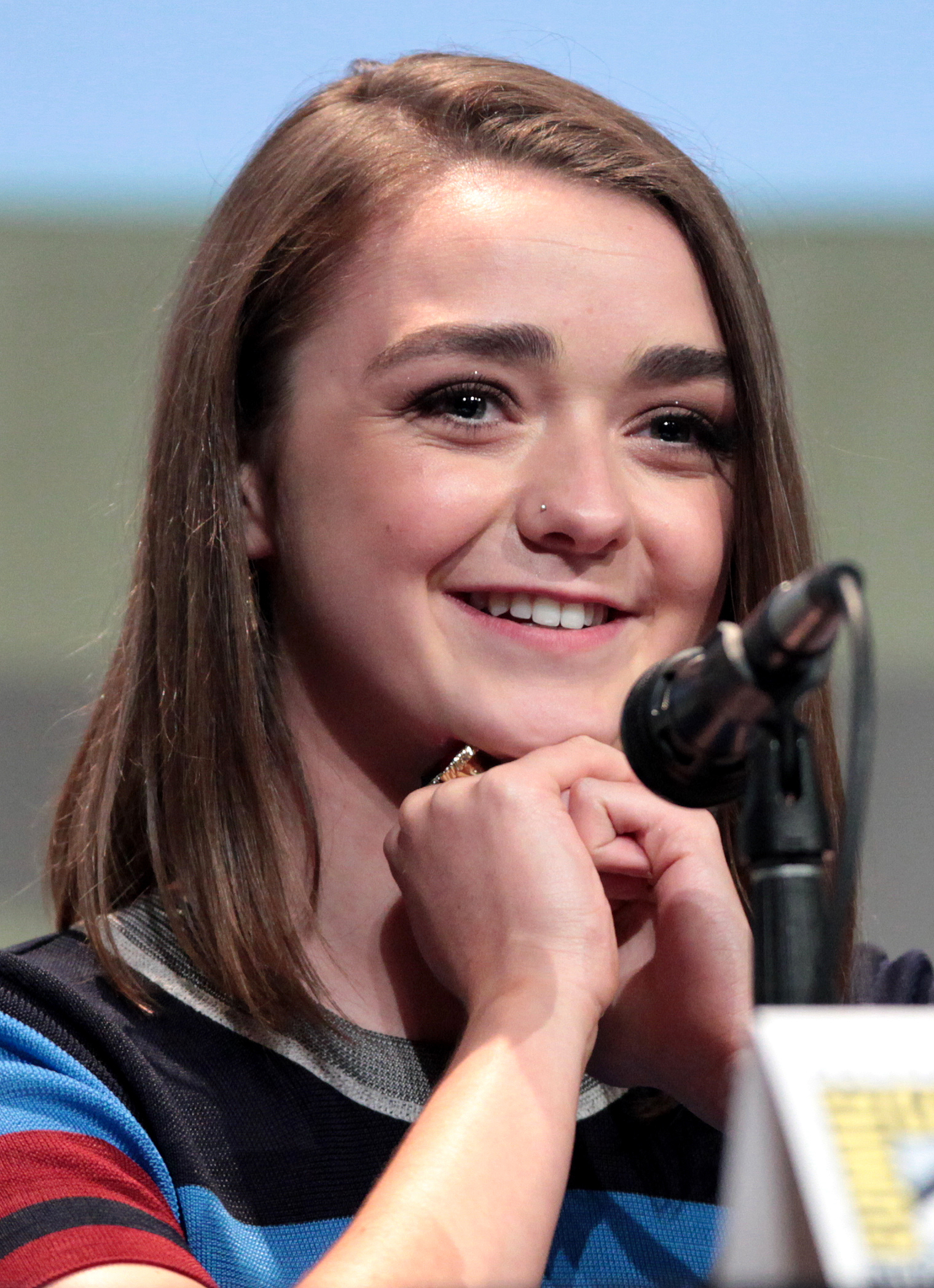
Představitelka Arye Stark: Maisie Williamsová

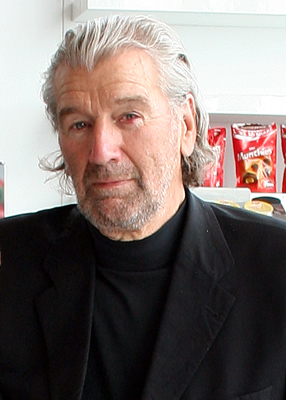
Představitel Bryndena Tullyho Černé ryby: Clive Russell

### V Říční krajině
Sandor Clegane známý jako Ohař vystopuje některé členy z Bratrstva bez praporců a brutálně je zabije, stále pak pokračujíc hledat jejich vůdce. Posléze narazí na Berica Dondarriona a Thorose z Myru, kteří připravují zbývající muže zodpovědné za útok na vesnici k oběšení. Sandor je chtěl všechny zabít, ale po domluvě s Bericem může oběsit dva z těchto mužů. Staří známí Beric a Thoros se snaží přemluvit Sandora do jejich Bratrstva s vysvětlením, že mají v úmyslu zamířit na Sever, a tam bojovat proti Bílým chodcům, a proto potřebuji jeho sílu.
Brienne a Podrick dorazí do Řekotočí, kde se shledávají s Jaimem a Bronnem. Brienn pak Jaimemu vysvětluje, že přišla přemluvit Černou rybu, aby se připojil s jeho vojáky Sanse a pomohl jí, ale Jaime poukazuje na to, že je v současné době obléhán v Řekotočí a odmítá se vzdát hradu. Brienne navrhuje, aby v případě, že se jí povede přesvědčit Černou rybu vzdát se hradu, nechal Jaime jeho a Tullyoskou armádu bezpečně projít na Sever. Jaime s plánem souhlasí, ale dává Brienne čas na jeho přesvědčení do soumraku. Poté mu vrací jeho meč, říkajíc, že dokončila své poslání. Nicméně, Jaime jí však poví, že si jej může ponechat: „Je tvůj a vždycky bude tvůj.“ Brienne se pak pokouší vyjednávat s Černou rybu, jenže ten odmítá opustit Řekotočí, přestože soucítí se Sansou v její nepříjemné situaci.
Mezitím jedná Jaime s Edmurem (synem Bryndena Tullyho) snažíc se aby s nim spolupracoval a mohl tak někdy vidět svého novorozeného syna, kterého nikdy neviděl. Nabízí jemu a jeho rodině možnost pobytu na Casterlyově skále, pryč od Freyů. Edmure se Jaimemu vysmívá, předhazuje mu všechny jeho špatné činy v minulosti, a ptá se ho, jak se sebou může žít. Jaime mu odpoví, že chce získat Řekotočí a vrátit se zpátky za Cersei a je ochoten udělat cokoliv, aby toho dosáhl dosažení, i když to třeba znamená zlikvidovat všechny Tullye které najde, včetně Edmura a jeho syna. Jaime pak pošle Edmura vyjednávat s Černou rybu (jeho strýcem). Přes protesty Černé ryby umožní vojáci Tullyů vstup Edmurovi do hradu. Edmure pak nařídí svým mužům, aby se vzdali Řekotočí, a také ji nařizuje vzít svého otce do zajetí. Černá ryba pomůže Brienne a Podrickovi uniknout z hradu, ale sám zůstane bojovat do své smrti.
Jaime je informován o úmrtí Černé ryby a vidí Brienne a Podricka plout z hradu na řece pryč. Jaime a Brienne se navzájem rozloučí truchlivým mávnutím.

### V Meereenu
S rudými kněží na jejich straně a šíření jejich propagandy určenou pro Daenerys, Tyrion a Varys vidí Meereen vracející se k životu. Poté, co Varys varuje Tyriona, aby nevěřil rudým kněžím, odjede do Západozemí najít další spojence a lodě. Tyrion si pak dává víno s Šedým červem a Missandei. Pak se jim snaží vyprávět vtipy. Jak se začnou bavit, jsou přerušeni, když flotila poslána Pány zaútočí na město, s vysvětlením Missandei, že si přišli pro svůj "majetek" (myšleno otroky). Jak flotila Pánů v noci bombarduje Meereen, diskutují Tyrion s Šedý červem o jejich strategii proti flotile, přičemž se do města vrací Daenerys, která přiletěla na Drogonovi v horní části Velké pyramidy.

### V Králově přístavišti
Vojáci Víry v Sedm, vedení Lancelem s požehnáním krále Tommena, si přijdou pro Cersei, kterou chce vidět Nejvyšší vrabčák. Cersei s nimi odmítá jít, a když jeden z vojáků víry zaútočí, je surově zabit Horou. Když uvidí Cersei zbytek vojáků Sedmi vyděšených řekne jim, aby vzkázali Nejvyššímu vrabčákovi, že za ní do Rudé bašty může kdykoliv přijít. Následně se dostavuje, aby vyslechla královské oznámení ze strany Tommena v korunním sále, kde ji její strýc zakáže, aby byla po boku svého syna. Tommen pak oznámí datum, kdy se bude konat soudní proces s Cersei a Lorasem, a to na základě konzultace s Nejvyšším vrabčákem, který nevidí způsob boje jako prostředek k řešení konfliktů. Qyburn poté podá Cersei zprávu o "fámě", kterou mu nařídila prozkoumat, a ten poznamená, že je toho "mnohem, mnohem více."

### V Braavosu
Lady Crane se vrací do svých komnat, kde najde zraněnou Aryu skrývající se uvnitř, a pomůže ji zašít její zranění. Poděkuje jí, že jí varovala před Biancou, která prý bude mít těžké najít znovu práci herečky, jelikož ji tvář znetvořila. Pak nabídne Arye. aby se k nim připojila, ale ona odmítá s tím, že má v úmyslu cestovat na západ od Západozemí, kde chce vidět okraj světa. Jak se Arya zotaví, přijde Dívka bez tváře a zabije Lady Crane, přičemž má v úmyslu zabít Aryu stejně. Arya prchá ulicemi Bravosu. Během pronásledování se Aryany rány znovu otevřou a ona kulhá zpátky do svého úkrytu s Dívkou bez tváře v těsném závěsu. Poté, co dívka vstoupí do úkrytu, zavře za sebou a vzkáže Arye, že to bude rychlé. Ta svým mečem (Jehlou) rozsekne svíčku a vrhne tak do místnosti tmu a v souboji má navrch, jelikož předtím byla několik týdnů slepá.
V Domě černé a bílé a Svatyně tváří, Jaqen nachází na zemi kapky krve a sleduje je, až najde v svatyni tvář Dívky bez tváře. Arya poté namíří meč na Jaqena. Ten ji poblahopřeje tím, že je děvče konečně Nikdo. Každopádně, Arya toto odmítá a reaguje že: „děvče je Arya Stark ze Zimohradu a jedu domů,“ než se otočí a opouští ho. Jaqen se hrdě usmívá, když ji vidí odcházet.